# Thingwall
Thingwall est un village du Merseyside, en Angleterre. Il est situé sur la péninsule de Wirral, au sud-ouest de la ville de Birkenhead.

## Toponymie
Thingwall est un nom d'origine norroise. Il désigne le champ (vǫllr) dans lequel se réunit l'assemblée des hommes libres (þing). Ce toponyme est attesté sous la forme Tinguelle dans le Domesday Book, compilé en 1086.
Des toponymes avec cette même étymologie sont attestés ailleurs dans l'aire d'influence viking des îles Britanniques (Dingwall en Écosse, Tingwall (en) dans les Shetland, le Tynwald de l'île de Man, etc.), ainsi qu'en Norvège (Tingvoll) et en Islande (Þingvellir).

## Géographie
Thingwall est un village du Nord-Ouest de l'Angleterre. Il se trouve dans la moitié occidentale du Wirral, une péninsule comprise entre l'estuaire de la Dee, la mer d'Irlande et l'estuaire de la Mersey. Les grandes villes les plus proches sont Heswall, à 3 km au sud, et Birkenhead, à 7 km au nord-est. Le village est traversé par la route A551 qui traverse le Wirral du nord au sud, entre Seacombe (en) et Gayton (en).
Au recensement de 2011, le ward de Pensby and Thingwall, qui comprend également les villages de Pensby (en) et Barnston (en), comptait 13 007 habitants.
Thingwall appartient au comté du Cheshire jusqu'à la création du comté du Merseyside, en 1974. Administrativement, il relève du district métropolitain de Wirral. Pour les élections à la Chambre des communes, il est rattaché à la circonscription de Wirral West.

## Histoire

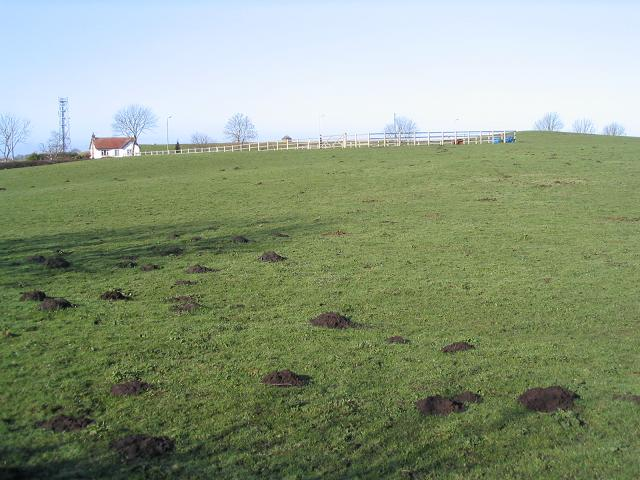
Cross Hill, emplacement présumé du thing de Thingwall.

Au début du Xe siècle, la péninsule du Wirral est occupée par des Vikings chassés d'Irlande. L'étymologie du nom Thingwall indique qu'il s'agit du site des réunions du thing, l'assemblée des hommes libres installés dans la région. L'emplacement exact de ce lieu de réunion est généralement situé sur Cross Hill, une petite éminence située au sud-est du village proprement dit.
Le Domesday Book, compilé en 1086, indique que Thingwall appartient à cette date au seigneur William Malbank. Le village compte alors 4 feux et sa valeur annuelle est estimée à 5 shillings.